# Bernd Bodemann
Bernd Bodemann, auch Berend Bodemmann (* vor 1579; † 1624) war ein deutscher Gießer in Lübeck.

## Leben
Bernd Bodemann war Ältermann der Rotgießer in Lübeck. Er wohnte in der Kupferschmiedestraße 10 in Lübeck. 1608 bat er den Lübecker Rat um die Anstellung als Ratsgießer, weil der bisherige Amtsinhaber und Mit-Ältermann Matthias Benningk verstorben sei. 1613 arbeitete er als Büssengeter für die Stadt: die Bestellung als Ratsgießer in Lübeck erfolgte jedoch erst 1614, zwei Jahre nach der Entlassung von Reinhard Benningk. In seiner Schaffenszeit entstand die Lübecker Bastionärbefestigung, so dass er mehr als Stückgießer tätig war, während die Aufgabe als Glockengießer der Stadt in den Hintergrund trat. Seine Geschütze sind in den Lübecker Inventaren bis 1763 nachgewiesen. Er goss 1619 die erhaltene Abendglocke der Jakobikirche in Lübeck.